# Tessaropa tenuipes
Tessaropa tenuipes är en skalbaggsart som först beskrevs av Samuel Stehman Haldeman 1848.  Tessaropa tenuipes ingår i släktet Tessaropa och familjen långhorningar. Inga underarter finns listade i Catalogue of Life.